# 南江迎暉門及城牆
南江迎暉門及城牆位於四川省南江縣城關鎮，系南江縣城東門。初建於明正德十一年，清嘉慶十五年修復，城牆全長1300多米，現存700米左右，是川東北地區最古老的城牆城門之一。1933年初，紅四方面軍在徐向前帶領下占領南江縣城。鏟去門額原字改鐫「紅四門」三字。1991年4月16日公佈為四川省第三批文物保護單位。